# Thực thi được

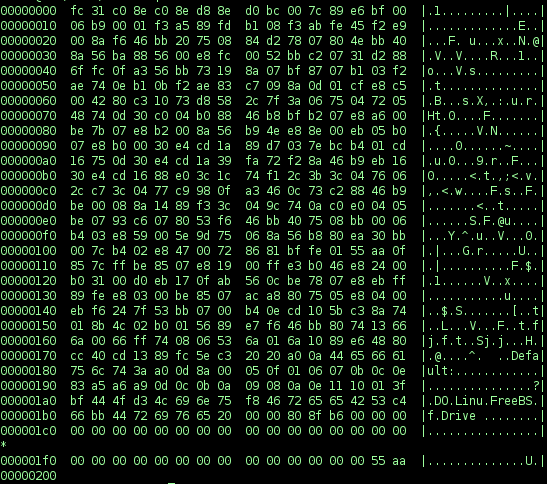
Một kết xuất hex của trình tải chế độ thực thực thi được

Trong điện toán, mã thực thi (tiếng Anh: executable code) hoặc tập tin thực thi (executable file) hoặc chương trình thực thi (executable program), đôi khi được gọi đơn giản là thực thi được, khiến máy tính "thực hiện các tác vụ được chỉ định theo tập lệnh được mã hóa", trái ngược với tập tin dữ liệu phải được phân tích cú pháp bởi chương trình có ý nghĩa.
Việc giải thích chính xác phụ thuộc vào việc sử dụng - trong khi "tập lệnh" theo truyền thống được sử dụng để chỉ hướng dẫn mã máy cho CPU vật lý, trong một số bối cảnh, tập tin có chứa mã byte hoặc tập lệnh ngôn ngữ kịch bản cũng có thể được coi là có thể thực thi được.